# Joseph Ekuwem
Joseph Effiong Ekuwem (ur. 18 grudnia 1949 w Offi Udah), nigeryjski duchowny katolicki, arcybiskup metropolita Calabaru.

## Życiorys
Święcenia kapłańskie przyjął 30 czerwca 1979.

## Episkopat
4 lipca 1989 został mianowany biskupem ordynariuszem Uyo. Sakry biskupiej udzielił mu 9 grudnia 1989 ówczesny nuncjusz apostolski w Nigerii - arcybiskup Paul Fouad Tabet.
2 lutego 2013 Benedykt XVI mianował go arcybiskupem metropolitą Calabaru.